# R・バールキ
R・バールキ（R. Balki、1965年4月22日 - ）は、インドの映画監督、映画プロデューサー、脚本家。代表作に『Cheeni Kum』『Paa』『パッドマン 5億人の女性を救った男』がある。

## キャリア
バールキは23歳で映画業界に進んだ。彼はマドラス映画学院の監督コースに進学したが中退し、同校の真向かいにある大学のコンピュータ・アプリケーション学科に進学した。彼は3年間在学したが、卒業年度に出席日数不足で退学している。出席不足の理由として、バールキはクリケットに熱中していたこと、映画鑑賞に時間を費やしていたことを挙げている。
2007年にアミターブ・バッチャン、タッブーを起用した『チーニー・カム』で監督デビューする。2009年にアビシェーク・バッチャン、ヴィディヤー・バーランを起用した『Paa』は興行的な成功を収め、批評家からも高い評価を得た。2015年にアミターブ・バッチャン、ダヌシュ、アクシャラ・ハーサンを起用した『Shamitabh』を監督し、2016年にはカリーナ・カプール、アルジュン・カプールを起用して『キ&カ 彼女と彼』を監督している。2018年にはアクシャイ・クマール、ソーナム・カプール、ラーディカー・アープテーを起用した『パッドマン 5億人の女性を救った男』を監督し、国家映画賞 その他の社会問題に関する映画賞を受賞した。

## 人物
2007年に映画監督のガウリ・シンデーを結婚した。
最も好きな作曲家としてイライヤラージャを挙げており、彼について「私の最大のインスピレーションはイライヤラージャの音楽です。そもそも、私が映画に興味を持つきっかけは彼の音楽だったのです」と語っている。また、映画製作の際にはP・C・シュリーラームを撮影監督に起用することが多い。

## フィルモグラフィ
- チーニー・カム（英語版）（2007年） - 監督、脚本
- Paa（2009年） - 監督、脚本
- マダム・イン・ニューヨーク（2012年） - プロデューサー
- Shamitabh（2015年） - 監督、プロデューサー、脚本
- キ&カ 彼女と彼（英語版）（2016年） - 監督、プロデューサー、脚本
- Dear Zindagi（2016年） - プロデューサー
- パッドマン 5億人の女性を救った男（2018年） - 監督、プロデューサー
- ミッション・マンガル 崖っぷちチームの火星打上げ計画（2019年） - 脚本